# 19世紀の哲学
19世紀の哲学（じゅうきゅうせいきのてつがく）では、19世紀の哲学、思想の動向を概述する。哲学史的において、19世紀は現代思想の原点となった時期とされる。

## 概要
デカルトに始まる大陸合理論とロックに始まるイギリス経験論の対立は、カントによって統合されたが、これを克服せんとしたドイツ観念論において一つの臨界点に達し、生の哲学、マルクス主義、精神分析学などが様々な潮流が誕生・発達し、時代を逆行して、｢カントに戻れ｣をスローガンとして掲げる新カント派もドイツのアカデミズム哲学では一大潮流となる。
イギリスでは、ヘーゲル学派の台頭により経験論が一時衰退したが、産業革命を背景に功利主義という新たな装いで復権し、また、アメリカ合衆国という新たな地でプラグマティズムとして結実した。
これらの思想的潮流の社会的背景としては、フランス革命とその後のナポレオン戦争や、民主主義のイデオロギーが広く普及したことや、資本主義の勃興と帝国主義の拡大による様々な矛盾（貧困、過酷な労働、植民地支配、共同体の崩壊など）により、諸個人の関係や社会構造などが大きく変化したことが挙げられる。
学問的背景として、諸科学の発達に伴う学問分野の分散化が加速したことやキリスト教教義やニュートン力学（付け加えればヘーゲル哲学の体系）などの「ドグマ」に対する批判的検討の潮流が影響を及ぼしていることも看過することはできない。
日本においても幕末の動乱から明治維新という大きな変革の時期にあり、思想史的にもこの時期に大転換を遂げる。

## ドイツ観念論哲学

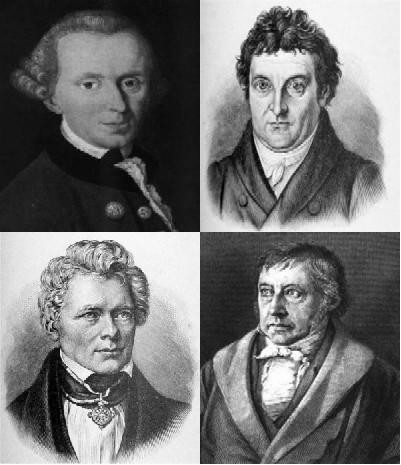
ドイツ観念論とその周辺の人物。カント(左上)、フィヒテ(右上)、シェリング(左下)、ヘーゲル(右下)

カントの批判哲学およびそれに対するヤコービの批判に刺激され、神または絶対者と呼ばれる観念的原理の自己展開として世界および人間を捉えることをその特徴とする。哲学者フィヒテ、シェリング、ヘーゲルのほかラインホルト、ヘルダーリン、ゾルガー、神学者フリードリヒ・シュライアマハーがドイツ観念論の主要な論者とみなされる。他に、ゲーテやシュレーゲル兄弟などの文学界との交流もこの時期は盛んに行われていた。

## 生の哲学　実存主義の先駆者たち
19世紀は「歴史の世紀」とされ、ランケが創始した歴史学は新しい学問として発展し、広まっていった。しかしながら、自然科学と異なり、これに対置される歴史学、法学、経済学などの精神科学は不明朗な学問として学説が乱立し、意見の一致をみることができなかった。そのような時代において、フリードリヒ・ニーチェは、先駆的な論文「生に対する歴史の功罪」(1874年) において、歴史主義の克服を初めて説いた人物である。彼にとって歴史学は純粋科学たる数学とはその本質が異なり、歴史学が科学としての客観性を偽証するときに、すべての価値はその無限の歴史の流れの中に投げ出されて破壊され、永遠の絶望と懐疑をもたらすが故に、歴史学は学問であることを止め、生に従属されなければならないとした。そこでは、自然主義に立つ科学と生がそれぞれ自律した領域であるべきであるという問題意識が、当時目覚ましい発展を遂げつつあった歴史学を批判する形で示されたのである。ニーチェは生の哲学の先駆者とされる。キルケゴールなどのしばしば匿名で書かれた文学的なエッセイとして現れていたが、先鞭をつけたヴィルヘルム・ディルタイは生について歴史の流れの中にある客観的精神体であり、哲学の出発点をなすべき基本的事実であるとした上で、自然科学と精神科学を区別し、歴史的認識を範型とする精神科学の認識論的特質は体験・表現・理解の連関に基づいているとした。この連関は「生」の自己解釈であり、歴史はこの個々の自己解釈のあらゆる客観化の総体であるとされ、歴史主義に哲学的な基礎が与えられたのである。

## 科学的唯物論
19世紀は後に「科学の世紀」と呼ばれるほどの自然科学の発達した時代であり、K・モレスコット(1871～95)、J・フォークト(1822～93)、ルートヴィヒ・ビューヒナーらは、自然科学的な知のみを体系化することによって哲学は不要になると主張するようになった。

## マルクス主義
ヘーゲル左派、ルートヴィヒ・フォイエルバッハ経てマルクス主義が成立する。その出発点はヘーゲルの歴史哲学にある。マルクスとエンゲルスはヘーゲルが観念の発展過程ととらえた歴史を唯物論的に「転倒」させ、物質の発展過程とみて、自然と人、対立する力と力が矛盾を克服し、新たな運動となって発展する事物の総体こそが世界なのであり、このような弁証法的な歴史の発展法則に従い、資本主義は転覆し階級なき社会が到来すると主張した。

## 精神分析
ジークムント・フロイトは、ヘルムホルツに代表される機械論的な生理学、唯物論的な科学観を背景に、一般開業医として治療経験を重ねるうちに、ヒステリー患者が無意識に封印した内容を回想し言語化して表出することができれば、症状は消失するとし、この治療法を精神分析と名づけた。

## 新カント派
19世紀半ば、オットー・リープマンがその著書『カントとその亜流』で発した「カントに帰れ」(Zurück zu Kant!) という標語をきっかけにカント理論が復権し始め、新カント派が成立する。その後、ヴィルヘルム・ヴィンデルバントにより西南ドイツ学派（バーデン学派）が創始されると歴史主義に哲学的基礎を与えたディルタイがその領域によって自然科学と精神科学を区別したことをヴィンデルバントは批判し、自然科学は「法則定立的」（nomothetisch）であるのに対し、精神科学は「個性記述的」（idiographisch）であると特徴づけ、自然科学と精神科学は「領域による違い」ではなく、「方法による違い」によって区別されるとして、精神科学に自然科学と異なる学問としての独自性を主張した。ハインリヒ・リッカートは、精神科学に代わる概念として「文化科学」という概念を立て、これを体系化しただけでなく、相対主義を克服した価値哲学の構想を立てた。

## 功利主義
最初に産業革命に成功し、｢世界の工場｣として発達したイギリスでは早くから諸個人間の利益、または個人と社会の利益とをいかに調和させるかが問題となっていた。この問題を解決するために生まれた道徳理論が必要となった。そこで発生したテーゼこそ「最大多数の最大幸福」であり、それを実現するために生まれた哲学が功利主義である。

## プラグマティズム

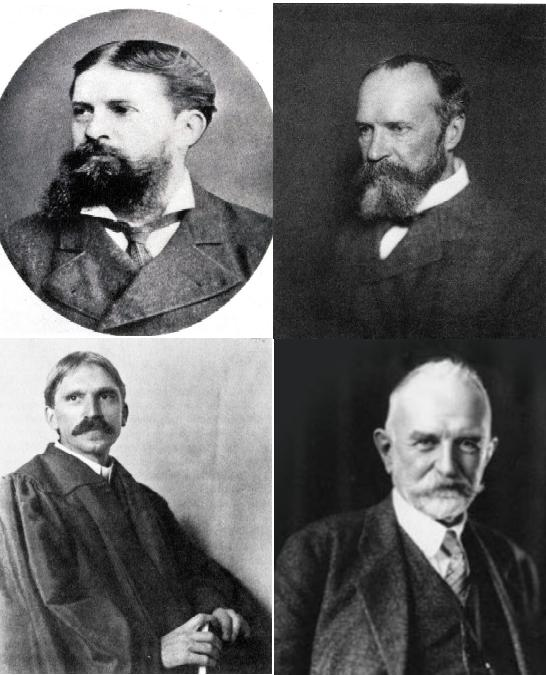
プラグマティズムの思想家たち、パース(左上)、ジェームズ(右上)、デューイ(左下)、ミード(右下)

プラグマティズムは、アメリカ合衆国でシカゴ大学を中心に展開した。1870年代初めにチャールズ・サンダース・パースが「形而上学クラブ」と呼ばれた若手哲学者サークルで発表したことに始まる。
プラグマティズムはそれ自身でも、ウィリアム・ジェームズ、ジョン・デューイらによって発展してきたが、他方では分析哲学の源流でもある。そのことはパースが記号論の創始者の一人としても評価されていることやモリス、クワインといった分析哲学者たちが「ネオ･プラグマティスト」とも呼ばれていることからも、うかがい知ることができる。

## 日本の思想

### 国学
18世紀に本居宣長によって完成された国学をより実践的な学風へと転換した平田篤胤や藤田幽谷・東湖親子らによって当初の儒学的傾向から強烈な尊王思想へとシフトした水戸学などは幕末の尊皇攘夷思想の形成に一役買った。
薩英戦争や馬関戦争から攘夷の非現実性が明らかになった一方で、尊王思想はより一層強化され、国学の地位は日本における民族主義（主に戦前のそれ）、あるいは教育勅語、国体思想、皇国史観などの基礎として存在し続けた。

### 西洋哲学との出会い
一方で、開国によって、徳川幕府や各藩（明治維新後は政府）から、多数の留学生が派遣された。彼らの多くは外国語や西洋の科学･技術や政治･経済のシステムなどを主に吸収したが、一部は西洋哲学に出会い、帰国後はその研究や発表、言論活動などで活躍する。その中でも最も有名かつ影響力が強かったのが福沢諭吉と中江兆民である。
福沢は主にジョン・スチュアート・ミルの功利主義の影響を強く受けていたといわれ、中江はジャン・ジャック・ルソーの『社会契約論』（中江訳では『民約解論』）を翻訳したことで知られる。
また、Philosophyを「哲学」と訳した西周、西洋哲学（主にドイツ観念論）と仏教との一致を目指した井上円了などがこの時代のキーパーソンとして挙げられる。